# Яковлев, Александр Иванович (энтомолог)
Александр Иванович Яковлев (6 марта [22 февраля] 1863, Ярославль — 10 января 1910 [28 декабря 1909], Ярославль) — русский энтомолог, художник и общественный деятель. Один из основоположников журнала Энтомологическое обозрение. Член Государственного совета. Его не следует путать с Василием Евграфовичем Яковлевым (1839—1908), также энтомологом из Санкт-Петербурга. Интересовался в основном жуками.

## Биография
Родился 22 февраля 1863 года в окрестностях Ярославля. В 1880-х годах совершил совместно с Андреем Петровичем Семёновым и Пётром Петровичем Семёновым ряд поездок на Кавказ и Поволжье. В 1883 году окончил классическую гимназию в Ярославле. В 1887 году получил степень кандидата Санкт-Петербургского университета. В 1888 году устроился на работу в Императорскую публичную библиотеку. В 1889 совершил экспедицию по изучению флоры и фауны пустынь Закаспийского края. По возвращении из поездки, оставил службу в библиотеке и женился на Н. М. Миклашевской. С 1891 по 1901 годы служил в должности земского начальника Ярославского губернского и земского собрания. В имении Яковлева часто собирались многие известные русские энтомологи, в том числе Н,Н. Ширяев, Н. Р. Кокуев, Т. С. Чичерин. Во время этих встреч зародилась идея создать специализированный энтомологический журнал. Общими усилиями первый номер журнала, получивший название «Русское энтомологическое обозрение», вышел в 1901 году. В 1903 году Яковлев был выбран уездным предводителем дворянства. В августе 1909 года избран членом Государственного совета от Ярославского земства. Умер 28 декабря 1909 года в Ярославле. Похоронен на Леонтьевском кладбище.

## Таксоны, описанные Яковлевым
Яковлевым было описано множество таксонов жесткокрылых и перепончатокрылых.

### Жуки
- Agabus blatta Jakovlev, 1897
- Agabus solskii Jakovlev, 1897
- Platambus semenowi (Jakovlev, 1897)
- Platambus sogdianus (Jakovlev, 1897)
- Colymbetes semenowi (Jakovlev, 1896)
- Hydroporus semenowi  Jakovlev, 1897
- Hygrotus semenovi  Jakovlev, 1898
- Hygrotus urgensis  Jakovlev, 1898

### Перепончатокрылые
- Eversmannella Jakovlev, 1892
- Jermakia Jakovlev, 1892
- Alphastromboceros konowi (Jakovlev, 1891)
- Amauronematus glacialis Jakovlev, 1891
- Cladius hyalopterus (Jakovlev, 1891)
- Eurhadinoceraea athalioides (Jakovlev, 1891)
- Sciapteryx semenowi Jakovlev, 1886
- Tenthredopsis kokuewi Jakovlev, 1891
- Cladius hyalopterus (Jakovlev, 1891)
- Eurhadinoceraea athalioides (Jakovlev, 1891)
- Amauronematus glacialis Jakovlev, 1891
- Empria plana (Jakowlew, 1891)

## Таксоны, описанные в честь Яковлева
- Gelechia jakovlevi Krulikovsky, 1905[3]

## Публикации
- Jakovlev A. I. Quelques matériaux pour servir à la connaissance de la distribution géographique des mouches а scie (Tenthredinidae) en Russie (фр.) // Horae Societatis Entomologicae Rossicae : журнал. — 1887. — Vol. 20. — P. 236—241.
- Jakovlev A. I. Insecta in itinere cl. N. Рrzеwаlskii in Asia centrali novissime lecta. IV. Tenthredinillae. (лат.) // Horae Societatis Entomologicae Rossicae. — 1887. — Vol. 21. — P. 160—164.
- Яковлев А., Яковлев Н. О ловле жуков на лету // Русское энтомологическое обозрение : журнал. — 1902. — Т. 2, № 3. — С. 194—195.
- Яковлев А. О собирании видов рода Ceuthorrhynchidius и Ceuthorrhynchus (Coleoptera, Curculionidae) в средней России // Русское энтомологическое обозрение : журнал. — 1902. — Т. 2, № 4. — С. 262—263.
- Яковлев А. И. Перечень жесткокрылых, собранных Л. К. Круликовским в окр. г. Малмыжа Вятской губернии в 1896-1899 гг. и ранее // Труды Русского энтомологического общества : журнал. — 1902. — Т. 35. — С. 103—124.
- Яковлев А. И. Список жуков (Coleoptera) Ярославской губернии // Тр. Ярославского естественно-исторического общества. Ярославль : журнал. — 1902. — Т. 1. — С. 88—186.
- Яковлев А. О ловле некоторых жуков ранней весной // Русское энтомологическое обозрение : журнал. — 1904. — Т. 4, № 1. — С. 65.
- Яковлев А. И. Перечень жесткокрылых, собранных Л. К. Круликовским в окрестностях г. Уржума Вятской губ. в 1899-1908 гг. и г. Малмыжа той же губернии в 1896—1899 гг. // Труды Русского энтомологического общества : журнал. — 1910. — Т. 39. — С. 276–327.